# Drepanosticta hamulifera
Drepanosticta hamulifera – gatunek ważki z rodziny Platystictidae.